# Stuibenfall (Oytal)
Der im Oytal liegende Stuibenfall ist der größte Wasserfall im Gemeindegebiet von Oberstdorf.
Der etwa 25 Meter hohe Wasserfall fällt über einen Teil der Geländestufe, die das Oytal vom Alpboden der Käseralpe trennt.
Zu Fuß liegt der Stuibenfall etwa eine Stunde vom Oytal-Haus (1.009 m) entfernt. Nach weiteren 20 Gehminuten erreicht man die Käser-Alpe auf 1.400 m.